# توماس ميلر بيل
توماس ميلر بيل هو سياسي كندي، ولد في 11 يناير 1923 في سانت جون في كندا، وتوفي في 12 نوفمبر 1996. حزبياً، نشط في الحزب الكندي التقدمي المحافظ. وقد انتخب عضو مجلس العموم الكندي.